# Джак Блек
Джак Блек (на английски: Jack Black), роден Томас Джейкъб Блек, е американски комик и музикант.

## Биография
Роден е на 28 август 1969 година в Санта Моника, Калифорния, в семейство на майка еврейка и баща шотландец. Учи една година в Калифорнийския университет в Лос Анджелис, но след това се отказва, за да преследва кариера в изкуството. Участва в редица забавни телевизионни сериали и предавания, в различни скечове и пародии, както и в незначителни второстепенни роли в киното. Първата значима роля осъществява през 1992 г. в документалната сатира на Тим Робинс „Боб Робъртс“.
Блек е също така страстен рок фен, в резултат на което заедно с приятеля си китарист Кайл Гас сформира шегаджийската рок група Tenacious D – своеобразна симбиоза между двете негови страсти: комедията и музиката. Групата се характеризира с веселите си хумористични песни и нестандартен стил на пеене от страна на Блек. През 2003 г. играе главната роля на рок музикант, попаднал в елитно частно училище като заместващ учител в написания специално за него филм Училище за рок, с който печели филмовата награда на MTV за най-добър актьор в комедия или музикален филм. Член е на Фрат пак.

## Филмография
- Боб Робъртс (1992)
- Разрушителят (1993)
- Истински романс (1993)
- Airborne (1993)
- Blind Justice (1994)
- The NeverEnding Story III (1994)
- Осъденият на смърт идва (1995)
- Воден свят (1995)
- Crossworlds (1996)
- Кабелджията (1996)
- Марсиански атаки (1996)
- Bongwater (1997)
- Чакала (1997)
- Още знам какво направи миналото лято (1998)
- Обществен враг (1998)
- Джони Скидмаркс (1998)
- Jesus' Son (1999)
- Момичета от класа (2000)
- Свалячът Хал (2001)
- Дяволска жена (2001)
- Град Ориндж (2002)
- Run, Ronnie, Run (2002)
- Училище за рок (2003)
- Водещият (2004)
- Завист (2004)
- Кинг Конг (2005)
- Nacho Libre (2006)
- Ваканцията (2006)
- Марго на сватбата (2007)
- Тропическа буря (2008)
- Година първа: Запознай се с предците си (2009)
- Пътешествията на Гъливер (2010)
- Силна година (2011)
- Секс запис (2014)
- Goosebumps: Страховити истории (2015)
- Джуманджи (2017)
- Майнкрафт: Филмът (2025)

### Озвучаване
- Ледена епоха (2002), анимационен филм
- История с акули (2004), анимационен филм
- Кунг-фу панда (2008), анимационен филм
- Кунг-фу панда 2 (2011), анимационен филм
- Кунг-фу панда 3 (2016), анимационен филм
- Кунг-фу панда 4 (2024), анимационен филм

### Сериали
- Our Shining Moment (1991)
- Marked for Murder (1993)
- Досиетата Х (1993)
- The Innocent (1994)
- Mr.Show with Bob and David (1995 – 1996)
- Heat Vision and Jack (1999)
- Tenacious D (1999), телевизионен сериал с участието на Джак Блек и Кайл Гас.
- Computerman (2003)
- Shark Tale:Gettin' Fishy with It (2004)

### Скечове
- Lord of the Piercing (2002), скеч, пародиращ момент от филма Властелинът на пръстените
- Jack Black:Spider-Man (2002), скеч, пародиращ филма Spider-Man

## Участия като гост музикант
- Гост воаклист в песента на Beck „Sexx Laws“.
- Гост воаклист в песента на Dio „Push“.
- Гост воаклист в песните на Foo Fighters „Learn to Fly“, „Law“ и „The One“.